# Josh Turner

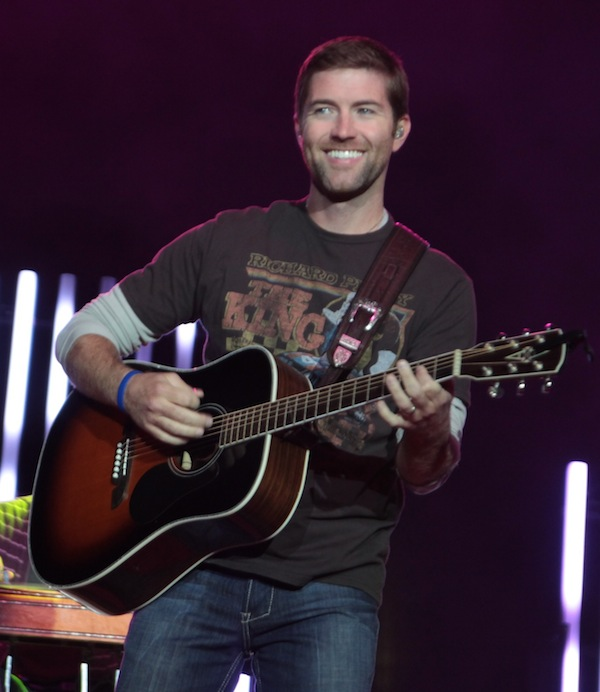
Josh Turner (2010)

Joshua Otis „Josh“ Turner (* 20. November 1977 in Hannah, South Carolina) ist ein US-amerikanischer Country- und Gospel-Sänger. Er hatte bis 2010 vier Nummer-eins-Hits in den Country-Charts.

## Karriere
Josh Turner wuchs im ländlichen South Carolina in den Südstaaten der USA auf und sang schon als Kind in der Union Baptist Church im Kirchenchor. Seine Großmutter brachte ihm Country-Musik nahe, vom Southern Gospel Quartett über Johnny Cash und Waylon Jennings bis hin zu Bluegrass-Musikern wie The Stanley Brothers. Später sang er in einem in South Carolina auftretenden Gospelquartett namens Thankful Hearts. Nach Abschluss der Highschool besuchte er die Belmont University in der Nähe von Nashville, die einen ihrer Schwerpunkte in musikalischer Ausbildung hat.
2001 durfte Turner mit seinem Song Long Black Train in der Grand Ole Opry auftreten. 2003 erhielt er bei MCA Nashville einen Plattenvertrag und veröffentlichte den Song sowie das gleichnamige Album. Letzteres erreichte Platz 3 in den Country-Alben-Charts, hielt sich insgesamt 75 Wochen dort und verkaufte in knapp einem Jahr eine Million Exemplare.
Mit seinem zweiten Album Your Man konnte Turner 2006 an diesen Erfolg anknüpfen. In den Countrycharts erreichte es Platz 1 und in den Billboard 200 Platz 2. Die Singleauskopplungen Your Man und Would You Go with Me erreichten Platz 1 in den Hot Country Songs. Nach einem halben Jahr waren eine Million Alben verkauft; ein weiteres halbes Jahr später hatte es Doppel-Platin erreicht. Die beiden Singles wurden wie seine Debütsingle Long Black Train mit Gold ausgezeichnet. Bei den Grammy Awards 2007 wurde er für zwei Auszeichnungen nominiert.
Nach diesem großen Erfolg kam bereits im Herbst 2007 das dritte Album Everything Is Fine heraus. Doch trotz hoher Platzierungen blieb es insgesamt hinter dem Erfolg der Vorgänger zurück. Die erste Singleauskopplung des Albums, Firecracker erreichte Platz 2, die zweite mit dem Titel Another Try, ein Duett mit Trisha Yearwood, erreichte Platz 15 der Country-Charts.

## Diskografie

### Alben
| Jahr | Titel                 | Höchstplatzierung, Gesamtwochen, AuszeichnungChartplatzierungen (Jahr, Titel, Platzierungen, Wochen, Auszeichnungen, Anmerkungen) | Höchstplatzierung, Gesamtwochen, AuszeichnungChartplatzierungen (Jahr, Titel, Platzierungen, Wochen, Auszeichnungen, Anmerkungen) | Anmerkungen                            |
| Jahr | Titel                 | US | Country | Anmerkungen                            |
| ---- | --------------------- | --- | --- | -------------------------------------- |
| 2003 | Long Black Train      | US39 Platin · (41 Wo.)US | Country3 (75 Wo.)Country | Erstveröffentlichung: 14. Oktober 2003 |
| 2006 | Your Man              | US2 ×3Dreifachplatin · (92 Wo.)US                                                                                                 | Country1 (101 Wo.)Country | Erstveröffentlichung: 24. Januar 2006  |
| 2007 | Everything Is Fine    | US5 Gold · (38 Wo.)US | Country3 (78 Wo.)Country | Erstveröffentlichung: 30. Oktober 2007 |
| 2010 | Haywire               | US5 Platin · (33 Wo.)US | Country2 (78 Wo.)Country | Erstveröffentlichung: 9. Februar 2010  |
| 2012 | Punching Bag          | US4 (17 Wo.)US | Country1 (44 Wo.)Country | Erstveröffentlichung: 12. Juni 2012    |
| 2017 | Deep South            | US18 (12 Wo.)US | Country1 (44 Wo.)Country | Erstveröffentlichung: 10. März 2017    |
| 2018 | I Serve a Savior      | US41 (3 Wo.)US | Country2 (88 Wo.)Country | Erstveröffentlichung: 26. Oktober 2018 |
| 2020 | Country State of Mind | US131 (1 Wo.)US | Country14 (1 Wo.)Country | Erstveröffentlichung: 21. August 2020  |

Weitere Studioalben
- 2021: King Size Manger

### Kompilationen
| Jahr | Titel | Höchstplatzierung, Gesamtwochen, AuszeichnungChartplatzierungen (Jahr, Titel, Platzierungen, Wochen, Auszeichnungen, Anmerkungen) | Höchstplatzierung, Gesamtwochen, AuszeichnungChartplatzierungen (Jahr, Titel, Platzierungen, Wochen, Auszeichnungen, Anmerkungen) | Anmerkungen                         |
| Jahr | Titel | US | Country | Anmerkungen                         |
| ---- | ----- | --- | --- | ----------------------------------- |
| 2011 | Icon  | US93 Gold · (20 Wo.)US | Country20 (78 Wo.)Country | Erstveröffentlichung: 22. März 2011 |

### Livealben
| Jahr | Titel               | Höchstplatzierung, Gesamtwochen, AuszeichnungChartplatzierungen (Jahr, Titel, Platzierungen, Wochen, Auszeichnungen, Anmerkungen) | Höchstplatzierung, Gesamtwochen, AuszeichnungChartplatzierungen (Jahr, Titel, Platzierungen, Wochen, Auszeichnungen, Anmerkungen) | Anmerkungen                           |
| Jahr | Titel               | US | Country | Anmerkungen                           |
| ---- | ------------------- | --- | --- | ------------------------------------- |
| 2012 | Live Across America | US48 (10 Wo.)US | Country7 (27 Wo.)Country | Erstveröffentlichung: 27. August 2012 |

Weitere Livealben
- 2007: Live at the Ryman

### Singles
| Jahr | Titel Album                       | Höchstplatzierung, Gesamtwochen, AuszeichnungChartplatzierungen (Jahr, Titel, Album, Platzierungen, Wochen, Auszeichnungen, Anmerkungen) | Höchstplatzierung, Gesamtwochen, AuszeichnungChartplatzierungen (Jahr, Titel, Album, Platzierungen, Wochen, Auszeichnungen, Anmerkungen) | Höchstplatzierung, Gesamtwochen, AuszeichnungChartplatzierungen (Jahr, Titel, Album, Platzierungen, Wochen, Auszeichnungen, Anmerkungen) | Anmerkungen                                              |
| Jahr | Titel Album                       | UK | US | Country | Anmerkungen                                              |
| ---- | --------------------------------- | --- | --- | --- | -------------------------------------------------------- |
| 2002 | She’ll Go on You Long Black Train | — | — | Country46 (7 Wo.)Country | Erstveröffentlichung: September 2002                     |
| 2003 | Long Black Train                  | — | US72 ×2Doppelplatin · (18 Wo.)US | Country13 (44 Wo.)Country | Erstveröffentlichung: 19. Mai 2003                       |
| 2004 | What It Ain’t Long Black Train    | — | — | Country31 (20 Wo.)Country | Erstveröffentlichung: April 2004                         |
| 2005 | Your Man                          | UK53 Gold · (7 Wo.)UK | US38 ×4Vierfachplatin · (20 Wo.)US | Country1 (37 Wo.)Country | Erstveröffentlichung: 26. Juli 2005                      |
| 2006 | Would You Go with Me Your Man     | — | US43 ×3Dreifachplatin · (20 Wo.)US | Country1 (29 Wo.)Country | Erstveröffentlichung: 24. April 2006                     |
| 2006 | Me and God Your Man               | — | US98 (2 Wo.)US | Country16 (26 Wo.)Country | Erstveröffentlichung: 13. November 2006                  |
| 2007 | Firecracker Everything Is Fine    | — | US50 Gold · (20 Wo.)US | Country2 (28 Wo.)Country | Erstveröffentlichung: 24. Juli 2007                      |
| 2008 | Another Try Everything Is Fine    | — | US96 (3 Wo.)US | Country15 (26 Wo.)Country | Erstveröffentlichung: 7. Januar 2008 mit Trisha Yearwood |
| 2008 | Everything Is Fine                | — | — | Country20 (27 Wo.)Country | Erstveröffentlichung: 18. August 2008                    |
| 2009 | Why Don’t We Just Dance Haywire   | — | US35 ×3Dreifachplatin · (20 Wo.)US | Country1 (32 Wo.)Country | Erstveröffentlichung: 12. August 2009                    |
| 2010 | All over Me Haywire               | — | US59 Gold · (18 Wo.)US | Country1 (29 Wo.)Country | Erstveröffentlichung: 5. April 2010                      |
| 2010 | I Wouldn’t Be a Man Haywire       | — | US92 Gold · (1 Wo.)US | Country18 (36 Wo.)Country | Erstveröffentlichung: 25. Oktober 2010                   |
| 2012 | Time Is Love Punching Bag         | — | US44 Platin · (25 Wo.)US | Country2 (39 Wo.)Country | Erstveröffentlichung: 9. Januar 2012                     |
| 2014 | Lay Low Deep South                | — | US— GoldUS | Country28 (21 Wo.)Country | Erstveröffentlichung: 15. September 2014                 |
| 2016 | Hometown Girl Deep South          | — | US56 ×2Doppelplatin · (16 Wo.)US | Country5 (35 Wo.)Country | Erstveröffentlichung: 31. Mai 2016                       |

Weitere Singles
- 2012: Find Me a Baby
- 2017: All About You

## Auszeichnungen für Musikverkäufe
| Goldene Schallplatte - Dänemark - 2023: für die Single Your Man - Neuseeland - 2023: für das Album Your Man | 3× Platin-Schallplatte - Neuseeland - 2024: für die Single Your Man |

Anmerkung: Auszeichnungen in Ländern aus den Charttabellen bzw. Chartboxen sind in ebendiesen zu finden.
| Land/RegionAuszeichnungen für Musikverkäufe (Land/Region, Auszeichnungen, Verkäufe, Quellen) | Gold     | Platin       | Verkäufe   | Quellen              |
| -------------------------------------------------------------------------------------------- | -------- | ------------ | ---------- | -------------------- |
| Dänemark (IFPI)                                                                              | Gold1    | —            | 45.000     | ifpi.dk              |
| Neuseeland (RMNZ)                                                                            | Gold1    | 3× Platin3   | 97.500     | radioscope.co.nz NZ2 |
| Vereinigte Staaten (RIAA)                                                                    | 6× Gold6 | 20× Platin20 | 22.500.000 | riaa.com             |
| Vereinigtes Königreich (BPI)                                                                 | Gold1    | —            | 400.000    | bpi.co.uk            |
| Insgesamt                                                                                    | 9× Gold9 | 23× Platin23 |            |                      |